# Vicia cracca
Vesce craque, Vesce jargeau
Espèce
Classification phylogénétique
Statut de conservation UICN

 LC  : Préoccupation mineure
Vicia cracca, la Vesce jargeau, Vesce craque, aussi appelée Pois à crapaud, est une espèce de plantes à fleurs de la famille des Fabacées, de la sous-famille des Faboïdées.
C'est une plante herbacée vivace grimpante commune dans toute l'Europe, ainsi que dans la vallée du fleuve Saint-Laurent au Québec. Marie-Victorin mentionne dans sa Flore laurentienne que Vicia cracca est naturalisée d’Europe et « bien établie ».

## Historique et dénomination
L'espèce Vicia cracca a été décrite par le naturaliste suédois Carl von Linné en 1753.

### Étymologie
Vicia cracca est le nom latin classique des vesces, venant de vincio, « je m’attache », et de cracca, le qualificatif latin donné par le botaniste prélinnéen Rivinus,  repris par Linné pour nommer cette vesce spécifique. L’origine et la signification de cracca sont incertaines. Pline l’aurait utilisé pour désigner le jargeau ou une espèce voisine. L’origine ultimement grecque (αρακος) du qualificatif cracca rapproche la vesce de la gesse ou du pois chiche.

#### Liste des sous-espèces
Selon Catalogue of Life (21 juil. 2013) :
- Vicia cracca subsp. cracca
- Vicia cracca subsp. incana

### Synonymes
- Cracca tenuifolia (Roth) Gren. & Godr.
- Vicia antiqua Grossh.
- Vicia boissieri Freyn
- Vicia brachytropis Kar. & Kir.
- Vicia tenuifolia Roth (préféré par UICN)
- Vicia dalmatica A.Kern.
- Vicia tenuifolia Roth subspecies boissieri (Freyn) Radhzi

### Noms vernaculaires
- Vesce craque, appelée également Vesce de Cracovie, Pois à crapauds ou Vesce à épis. Au Québec où elle s’appelle « vesce jargeau »[8], le Père Louis-Marie rapporte les vocables de « sauvage ou multiflore »[9].

## Description

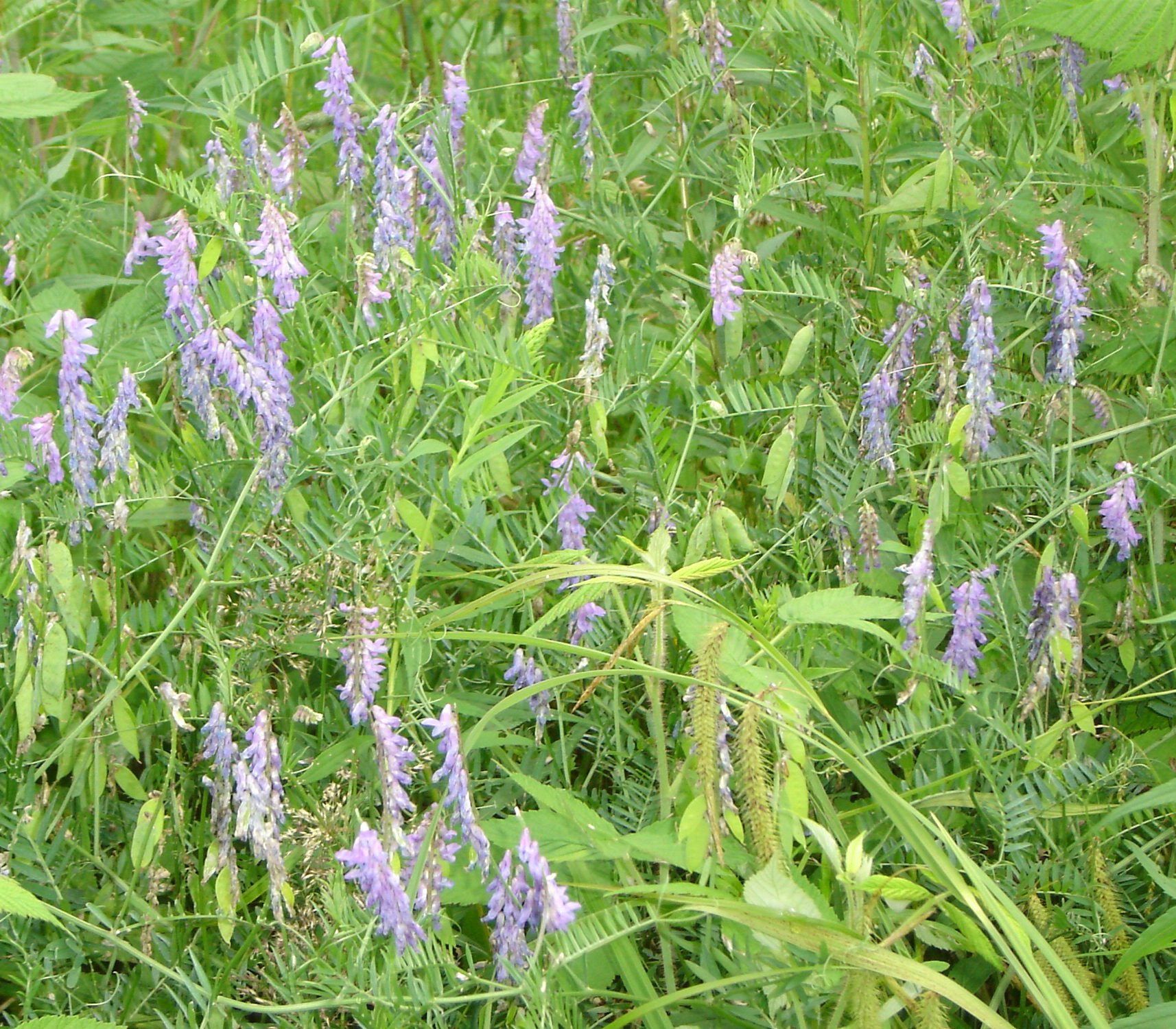
Habitus.
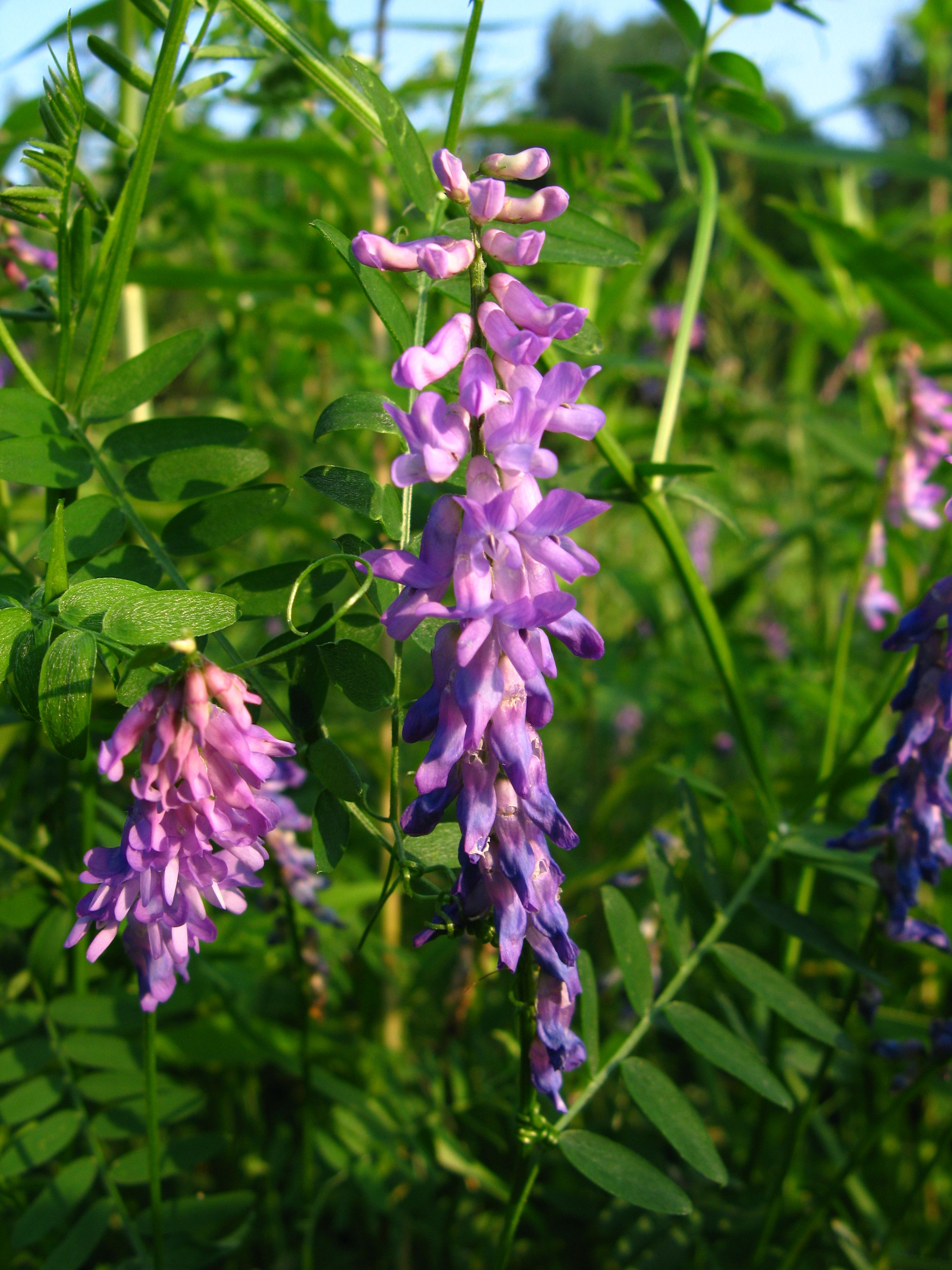
Inflorescences.
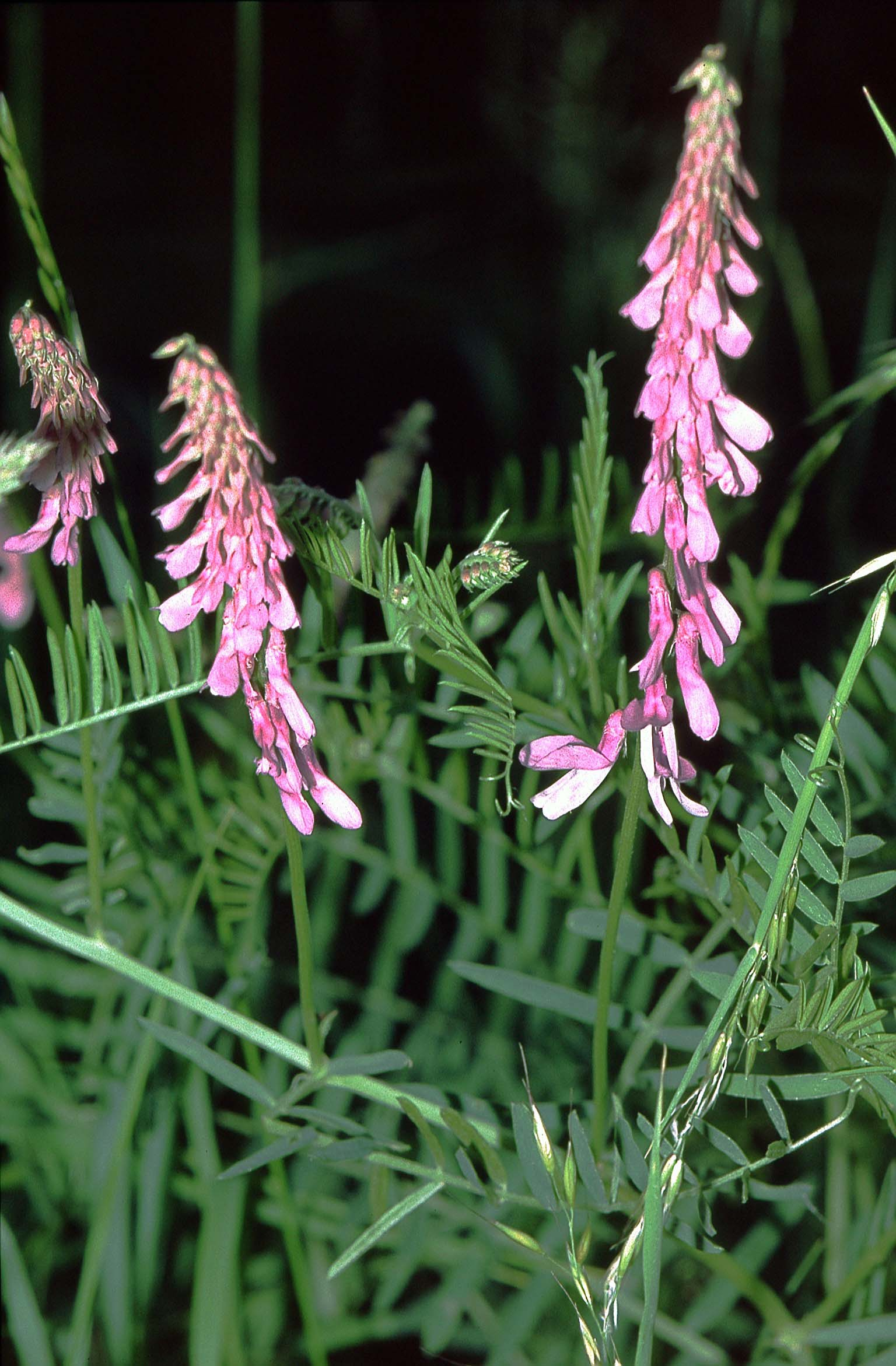
Vicia cracca var. tenuifolia.
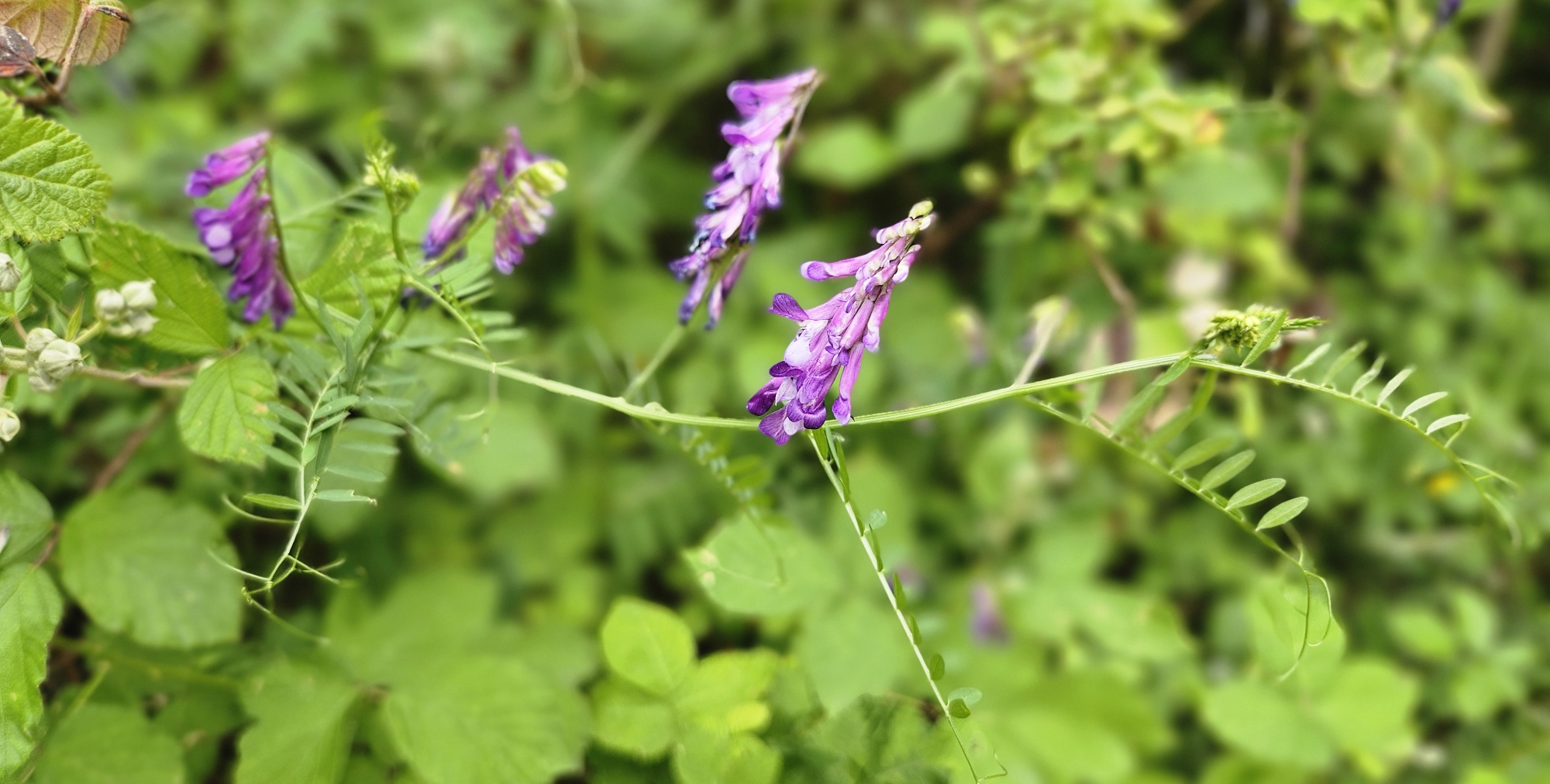
Inflorescence
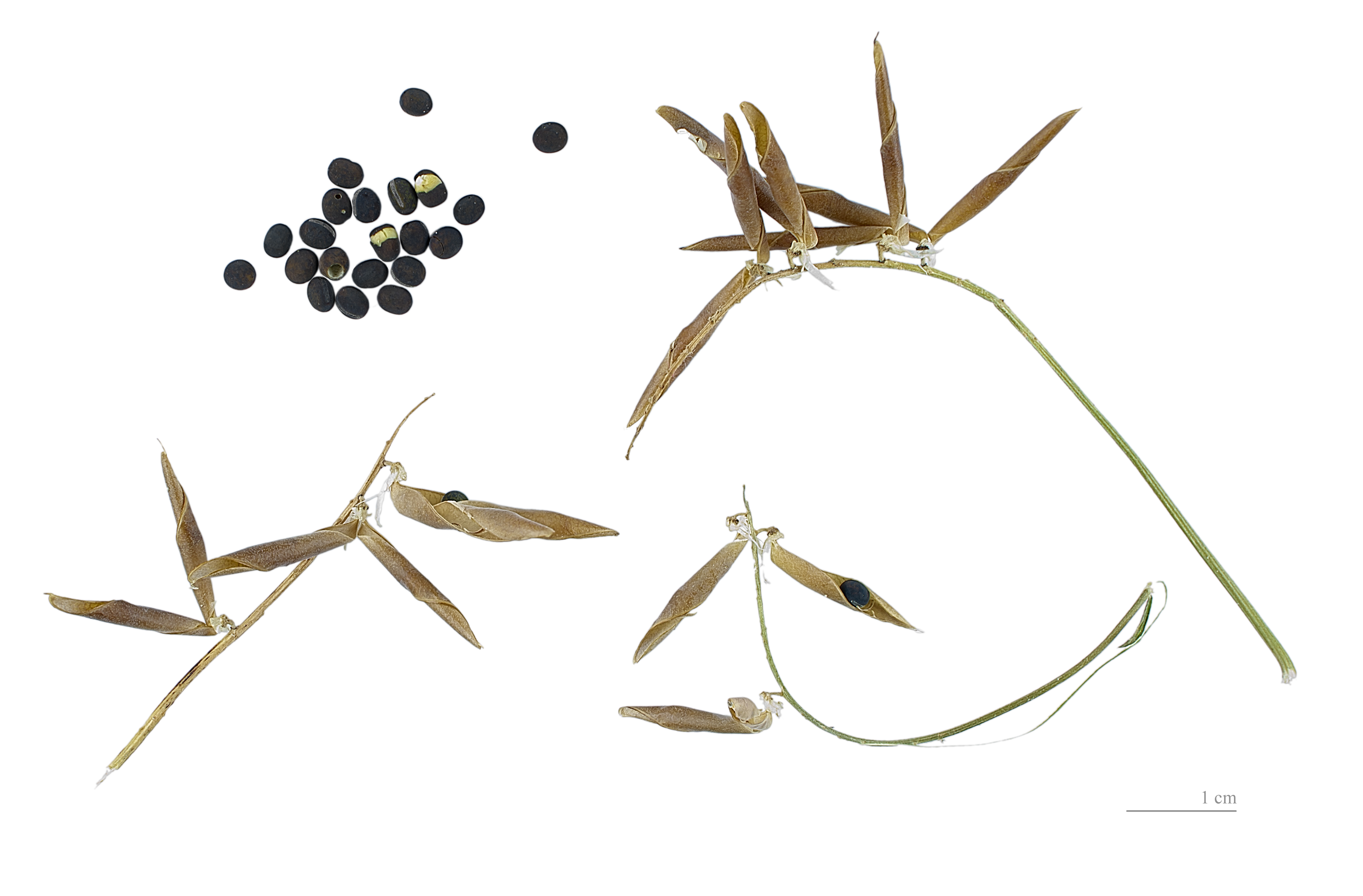
Gousses et graines au Muséum de Toulouse.

Cette dicotylédone pousse à partir d’une graine de l’année précédente tombée parmi les graminées ou autres plantes. Elle s’appuie sur ces plantes pour chercher le soleil et porter sa floraison d’un bleu violacé. Grâce à son système racinaire résistant qui fixe l’azote de l’air, elle domine parfois certaines prairies, y fructifiant quelques années. Elle pousse des vrilles s’enroulant à droite à l’extrémité de ses feuilles sans queue qui mesurent entre six et douze centimètres, occasionnellement plus; les feuilles sont formées de huit à douze paires de folioles. Les vrilles forment avec les plantes auxquelles elle s’agrippe une structure solide lui permettant de se hisser au détriment des plantes qui la soutenaient et qui s'étiolent faute de soleil. Cette vesce forme des entrelacs qui ressemblent à des tapis. Elle s’amasse densément et de manière compacte, laissant peu passer la lumière. Seules ses inflorescences en épis de la même longueur que les feuilles dominent la masse verte. Les fleurs, toujours en nombre pair, poussent toutes du même côté de la tige qui les porte et elles s’ouvrent de façon séquentielle en commençant par la base de l’épi bleu, passant lorsqu’elles sont fermées du violacé pourpre au bleu brillant quand elles s’ouvrent qui s’affadit quand elles fanent, avant de laisser place aux cosses de 4 à 12 mm renfermant quelques graines sphériques qui développent une texture côtelée en séchant, typiques de plusieurs Faboideae.

### Caractéristiques
Organes reproducteurs
- Couleur dominante des fleurs : bleu
- Période de floraison : juillet-septembre
- Inflorescence : racème simple
- Sexualité : hermaphrodite
- Pollinisation : entomogame

Graine
- Fruit : Gousse, 10–25 mm de long, brunissant à maturité.
- Dissémination : barochore

Données d’après : Julve, Ph., 1998 ff. - Baseflor. Index botanique, écologique et chorologique de la flore de France. Version : 23 avril 2004.

### Économie
L’infestation de la plante peut quelquefois avoir des conséquences économiques pour certains producteurs de céréales notamment. Elle est considérée comme nuisible à plusieurs productions agricoles mais bénéfique à d’autres pour la valeur de son fourrage riche en protéines au même titre que le trèfle ou la luzerne. Ses inflorescences produisent un nectar abondant apprécié des abeilles. La graine de Vesce craque peut être réduite en farine dont on fait des galettes nourrissantes, mal digérées par certains.

## Utilisation

### Alimentaire
Les jolie fleurs mauve-bleu de la vicia cracca sont comestible et délicieuse parfois amer parfois sucrée. On peut les ajouter à de la salade, sur le dessus d’une soupe comme décoration comestible ou encore dans une recette à la mijoteuse elle sera utilisée comme épice. Les graines qui sont à l’interieur des cosses peuvent être écrasées pour faire de la farine.